# Первомайск (Солигорский район)

Привилей слуцкого князя Михаила Олельковича

Привилей Януша Радзивилла

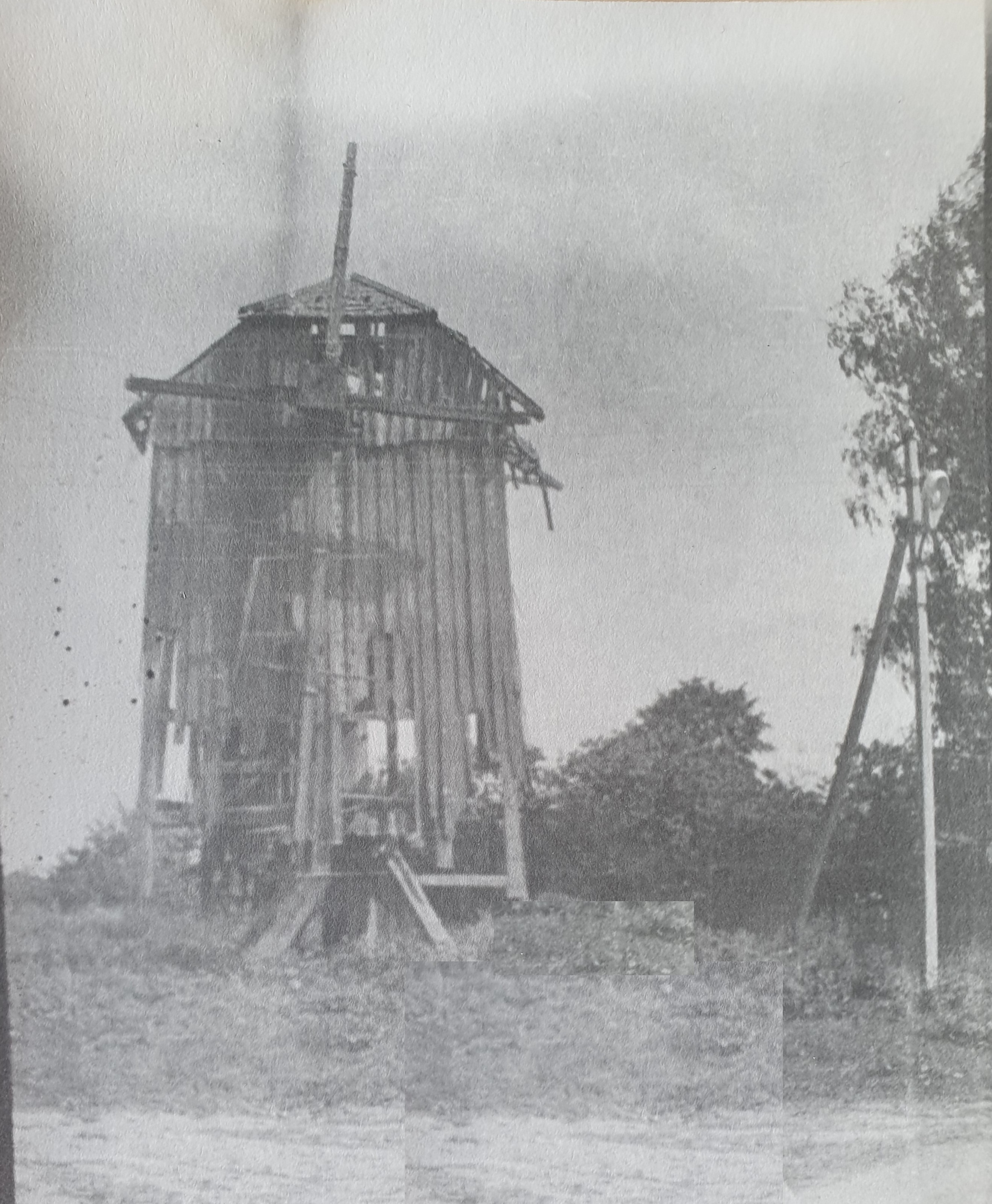
Ветряная мельница д. Первомайск по ул. Октябрьской. 1995 год

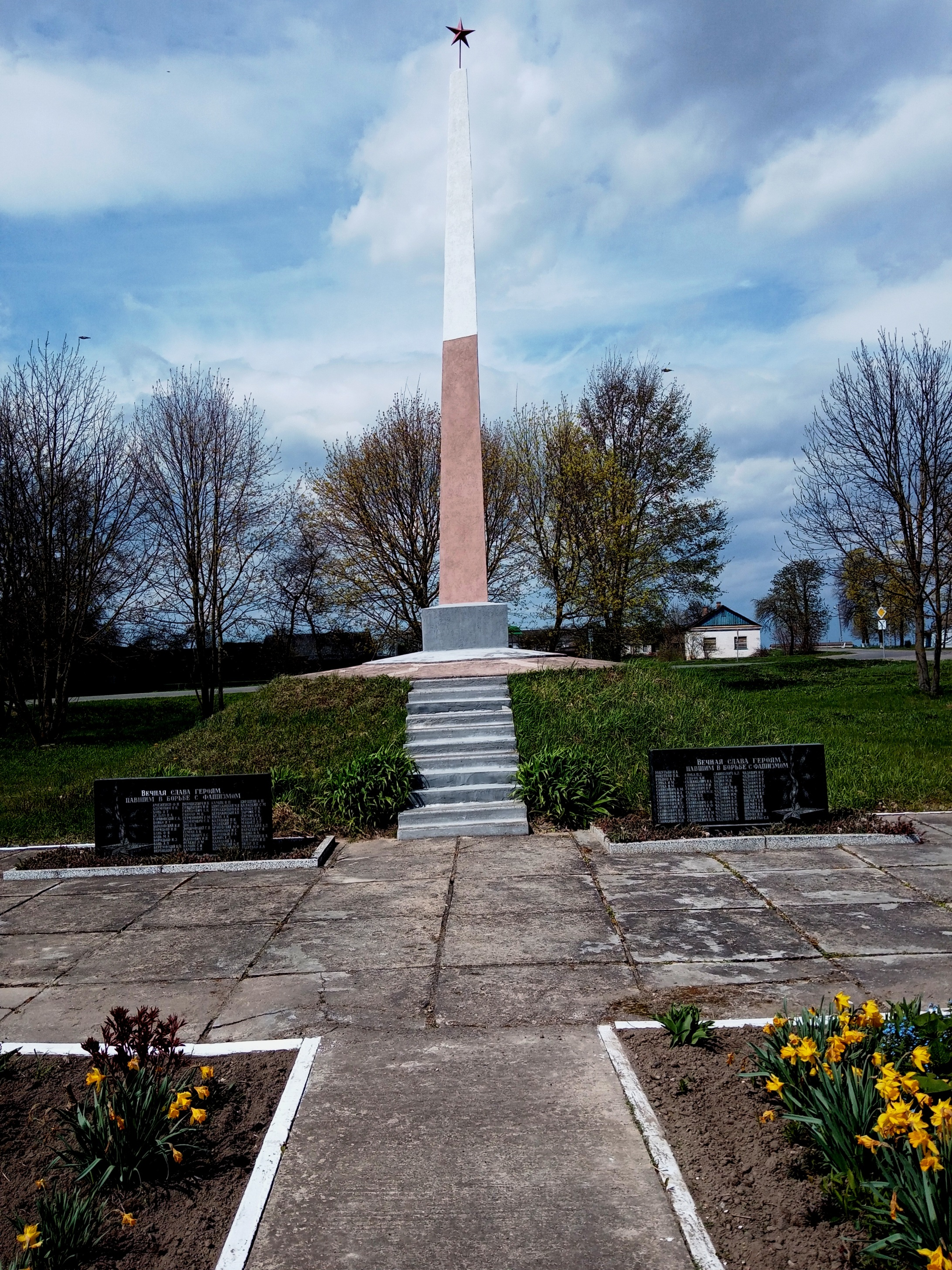
Памятник землякам в д. Первомайск. 2021 год

Первома́йск (бел. Першамайск), до 30 июля 1964 года — Живогло́довичи (бел. Жываглодавічы) — деревня в Солигорском районе Минской области Республики Беларусь. В составе Краснослободского сельсовета.

## География

### Расположение
В 27 км к северо-западу от Солигорска и в 30 км к юго-западу от Слуцка.

### Гидрография
На юге деревни расположен Живоглодовичский лес «Гай», рядом озеро Первомайское (сажалка Вызенка создана в конце 1960-х годов) площадью 0,15 км², на востоке деревни мелиоративный канал по руслу правого притока реки Вызенка.

## История

### Слуцкое княжество
История деревни связана со Слуцким княжеством в составе Новогрудского воеводства Великого княжества Литовского и входила во владения Олельковичей.
Сохранились упоминания со второй половины XV века. Согласно привилею Слуцкого князя (года правления 1454—1481) Михаила Олельковича слугам Льву Гурину и Стефану Чудовичу даны 6 волок в землях Залеских Вызнянской волости и веси Живоглодовской с тремя человеками.
После заключения Люблинской унии 1569 года ВКЛ в составе Речи Посполитой.
После смерти Софии Олелькович в 1612 году Слуцкое княжество отошло её мужу Янушу Радзивиллу.
Также деревня упоминается в привилее Януша Радзивилла от 1 апреля 1608 года, о выселении с земли Залесской  Григора Чудовича и его пасынка Агея Гурина по воле Катаржины Олельковичны (Тенчинская) (1544—1592), а затем оседлость их на землях Живоглодовских и возвращении им ранее данной земли.
Имеются упоминание в составе имения Вызна в 1655 году. В 1665 году в деревне числилось 70 дымов (хозяйств), 18 коней, 78 волов.
1677 год первое официальное упоминание деревни.
В 1691 году Литовский ва‘ад признал Слуцкое еврейское общество главным кагалом одной из пяти мединот (областей), существовало также и Вызнянское прикагальное еврейское общество, а еврейские семьи проживали почти в каждой деревне волости, в том числе и в Живоглодовичах.
Деревня (96 % жителей православные) относилась к православному приходу Вызнянской Николаевской церкви. Церковь упоминается в первой половине XVII века, сгорела в 1877 году от удара молнии. Вновь отстроенная в 1886 году деревянная церковь-муравьёвка была разрушена в 1936 году.
В XVII—XVIII века Казацко-крестьянская война, Русско-польская война, Северная война (Бой у Клецка в 1706 году), принесли немало бед на Случчину.
По инвентарю фольварка Вызна 1750 года в «wies Zywohlodowicze» числилось 94 дыма имеющих 20 волок земли, 54 коня,127 волов. Имелась корчма.
В деревне находился застенок Живоглодовичи.
С принятием Конституции 3 мая 1791 года Княжество преобразовано в Случерецкий повет Речи Посполитой.

### Российская империя
После второго раздела Речи Посполитой, с 23 января 1793 года, в составе Слуцкого уезда Минской губернии Северо-Западный край Российской империи.
В ходе губернской реформы, по указу Екатерины II от 3 мая 1795 года образовано Минское наместничество с делением на 13 округов, в том числе и Слуцкий округ. В ходе административной контрреформы Павла I 12 декабря 1796 года наместничество переименовано в губернию с делением на 10 уездов в том числе и Слуцкий.
Во время Отечественной войны с июля по ноябрь 1812 года Случчина была занята французскими войсками.
В начале XIX в. в д. Живоглодовичи имелись деревянные постройки: корчма 13х15 сажень, винокурня (бел. бровар) 6х5 сажень, загон для скота (бел. обора) в три угла, постоялый дом 8х4 сажень, амбар (бел. свирен), одрина на сено 6х3 сажень, две стодолы на хлеб (зерно) (бел. гумно) 10х11 и 10х5 сажень, водочерпь (бел. студня), сырник (сооружение для сушки и хранения сыров), мельница ветряная, мельница конная. Числилось более 90 хозяйств, а также имелись дома без земельного надела (халупы). Проживало около 500 крестьян. Были должности и специальности: сотник, десятник, стражник, кравец (портной), коваль (ковка лошадей), кузнец, столяр, гончар, стельмах (изготовитель возов). В хозяйствах имелось 59 коней и 9 жеребят, 134 вола, 51 бык, 96 коров, 34 теленка, 489 овец, 156 свиней, 91 улей, числилось 24 колоды пчел. Повинностью крестьян деревни была отработка 3 дней в неделю от рассвета до заката, мужчине или женщине от дыма, на землях имения Вызна, а также денежный налог и часть урожая. Вокруг деревни располагались земли — урочища, в основном для сенокоса, выпаса скота. Названия урочищ — Батуша, Вилы, Гатки, Гладинские от застенка Ольшанка, Долгия, Долгия при кладбище, Дравкуль, Клины, Крыжи, Липники, Мостище I, Мостище II, Новые, Новые по дороге до Вызны, Перегон, Плоское, Подозерье, Попелище, Старые, Старые по дороге до Вызны, Цыганова.
После смерти в 1832 году последней из несвижских Радзивиллов — Стефании Радзивилл, слуцкие владения перешли к её мужу графу Льву Петровичу Витгенштейну. В марте 1842 года в деревне начато строительство очередной ветряной мельницы. В 1844 году деревня арендована помещицей Каленчинской. С 1864 года в составе созданной Вызнянской волости Слуцкого уезда Минской губернии Российской империи. После смерти Льва Петровича в 1866 году земли по наследству передаются его со Стефанией сыну — Петру Витгенштейну, после смерти которого в 1887 году, их дочери Марии Львовне с мужем Хлодвигом Гогенлоэ-Шиллингфюрстом. В 1890 году Гогенлоэ вынуждены распродать Радзивиловское наследие.
На фоне Польского восстания в 60-х годах XIX века, на Случчине происходили революционно-демократические волнения.
9 мая 1870 года в деревне произошел пожар уничтоживший 69 из 70 крестьянских дворов. После пожара застенок Живоглодовичи, земли которого располагались чересполосно с крестьянской, перенесён под названием Новинки.
В 1884 году открыта школа грамоты, в которой в первый год учились 12 мальчиков.
В 1897 году имеется 2 православные каплицы, хлебозапасный магазин, 2 товарных лавки, питейный дом.
В 1912 году школа грамоты реорганизована в одноклассное народное училище.

### СССР
В октябре 1917 года на Случчине мирным путём установлена Советская власть, в составе Советской России.
В феврале — декабре 1918 года деревня была оккупирована войсками кайзеровской Германии. В период оккупации, 25 марта 1918 года Рада БНР приняла 3-ю Уставную грамоту которой провозглашалась независимость Белорусской Народной Республики.
После окончания Первой мировой войны Слуцкий уезд с 1 января 1919 года в составе Социалистической Советской Республики Белоруссия, в соответствии с Манифестом Временного революционного рабоче-крестьянского правительства Белоруссии об образовании ССРБ в составе Российской Социалистической Федеративной Советской Республики, а уже 31 января 1919 года ССРБ вышла из состава РСФСР. С 27 февраля до 19 июля 1919 года в составе Литовско-Белорусской Советской Социалистической Республики.
В августе 1919 — июле 1920 годов в результате советско-польской войны территория оккупирована войсками новообразованной Польской республики. Жители деревни не поддерживали польскую власть. После освобождения Красной армии с 31 июля 1920 года снова в составе Социалистической Советской Республики Белоруссия. С 11 октября 1920 года территория охвачена Слуцким восстанием под контролем поляков, которое подавлено войсками Красной армией в ноябре 1920 года.
После подписания Рижского мирного договора 18 марта 1921 года западная часть Слуцкого уезда отошла Польше. Граница Западной Белоруссии проходила в 15 км от деревни. Минская губерния упразднена и Слуцкий уезд переходит в прямое подчинение ССРБ.
В 1922 году, на базе дореволюционного народного училища, в деревне действует начальная школа, в которой учатся дети из 6 соседних деревень. Школа размещалась в крестьянской избе крытой соломой. Здание школы построено в 1925 году.
С 30 декабря 1922 года деревня в составе Слуцкого уезда Белорусской Советской Социалистической Республики Союза Советских Социалистических Республик согласно Договору об образовании СССР.
3 января 1923 года Президиум Центрального исполнительного комитета БССР, по ходатайству жителей, переименовал местечко Вызна в Красная Слобода, и 20 августа 1924 года создан Живоглодовичский сельский совет (в составе: деревня Живоглодовичи — 236 дворов, 1292 жителя; застенок Новинки — 27 д., 151 ж.; застенок Гороховцы — 24 д., 121 ж.; застенок Большая Ольшанка — 33 д., 176 ж.; имение Дошново — 23 д.; 116 ж.; посёлок Грушевка — 18 д., 87 ж.; застенок Малая Ольшанка — 17 д., 88 ж.; застенок Язвины — 10 д., 53 ж.;  посёлок Вишнёвка — 8 д., 42 ж.; Лесная сторожка Дошновские дачи — 1 д., 4 ж.; Садово-огородное хозяйство Корытное) на территории созданного Краснослободского района Слуцкого округа БССР. Позже в состав сельсовета входили хутора и поселки образованные в 1925—1927 гг. по Столыпинской аграрной реформе: Борок, Дубравка, Красная-Горка, Красное Озеро, Красный Остров, Крыжи, Первомайский, Прогресс, Мостище, Озерное, Осовый Рог, Ракини, Старица.
В деревне было развито домашнее ткачество, вышивка, плетение, вязание.
В 1925 году действовали: кооперативная лавка, школа, 2 избы читальни, 4 кузницы и 6 ветряных деревянных мельниц столбовой конструкции — «козловка».
В 1927 году в 4-летней Живоглодовичской школе обучалось 125 учеников. В 1 группе обучалось 65 учеников, 2 группе — 27, 3 группе — 26, 4 группе — 7.
С 9 июня 1927 года в составе Бобруйского округа БССР, с июля 1930 года, после упразднения системы округов — Краснослободского района БССР.
В начале 1930 года в Живоглодовичском сельском совете создано 2 колхоза: «Новы Шлях» включал  Гороховцы, Новинки, Б. и М. Ольшанки, Язвины; «Шлях Леніна» в Живоглодовичах включая хутора и поселки, оба с уклоном молочно-товарных ферм и в начале 1931 года создан колхоз «Першае Мая» включающий часть Живоглодович, Вишневку, Грушевку, Дубравку. В деревне имелась ветряная мельница, кузня.
С 21 июня 1935 года в составе Краснослободского района Слуцкого округа, который вновь создан как пограничный округ.
15 января 1938 года введено областное деление, а 20 февраля 1938 года области поделены на районы и деревня относилась к Краснослободскому району Минской области.
17 сентября 1939 года Красная армия заняла Западную Беларусь.
С 27 июня 1941 по 1 июля 1944 годов немецко-фашистская оккупация во время Великой Отечественной войны. На территории Случчины организовано партизанское движение. Во время оккупации в Живоглодовичах уничтожено 12 дворов, 21 житель, 18 жителей вывезено на принудительные работы в Германию, 48 сельчан погибло на фронтах, 2 — в партизанской борьбе. Всего погибло 120 жителей сельского совета. В ходе проведения Белорусской наступательной операции «Багратион», 30 июня 1944 года Слуцк освобождён частями Красной армии.
С 20 сентября 1944 года в составе Краснослободского района Бобруйской области.
Колхоз «Шлях Ленина» был укрупнен объединившись с хозяйствами «1-е Мая» в июне и «Новый путь» в ноябре 1950 года.
С 8 января 1954 года в составе Минской области.
После упразднения Краснослободского района 8 августа 1959 года в составе Старобинского района, с 25 декабря 1962 года — Любанского района.
Колхоз «Шлях Ленина» неоднократно являлся лауреатом премий ВДНХ в 1958, 1960, 1961 гг.
30 июля 1964 года деревня Живоглодовичи, а также посёлки Крыжи и Прогресс, которые слились в один населённый пункт, были переименованы в деревню Первомайск.
С 6 января 1965 года деревня Первомайск в составе Солигорского района Минской области БССР.
В 70-е годы советского периода деревня получила своё максимальное развитие. На территории Первомайского сельского совета располагался колхоз «Шлях Ленина». Общая земельная площадь колхоза составляла 4847 га, из них приусадебные участки 204 га, пашни 2457 га, сенокос 699 га, пастбища 811 га. На территории сельсовета действовали 4 школы, в которых обучалось около 300 учащихся.
Рядом с деревней находился яблоневый сад. Непосредственно в самой деревне располагались: правление сельского совета и колхоза; машинный двор с ремонтными мастерскими, имелось более 130 транспортных средств включая трактора, грузовые автомобили, комбайны, сеялки; кузница, электрическая мельница; конюшня — имелось около 190 лошадей, овчарня — 800 овец, коровники и телятники — 2,5 тысячи голов крупного рогатого скота из них 800 дойных коров, 600 телят; зерноток, овощехранилища, силосохранилища; почтовое отделение с переговорным пунктом, сберегательная касса; комбинат бытового обслуживания с швейной мастерской; комплексный пункт по приему заказов на оказание бытовых услуг; магазин промышленных и продуктовых товаров; фельдшерско-акушерский пункт; водонапорная башня, баня с моечным, душевым, парильным отделениями, ванной; 8-летняя школа на 200 учеников с преподаванием на белорусском языке, столовая, стадион; детский сад; Дом культуры со сценой и зрительным залом на 150 мест, кинопроекторной, танцевальным залом, библиотекой с фондом около 6,5 тысяч книг, телевизором, радиолой, кружками художественной самодеятельности, регулярно проводились лекции, доклады, беседы, читательские конференции, по выходным показывали художественные фильмы и организовывали танцы для молодёжи; улицы деревни асфальтированы, освещены электрическими фонарями и оснащены водоразборными колонками; население регулярно снабжалось привозными баллонами с сжиженным газом.
У населения деревни имелись животные в личном пользовании: около 400 голов крупного рогатого скота, 700 свиней, 45 овец, несколько лошадей.
Индустриализация страны и нахождения рядом молодого города Солигорск приводило к оттоку молодёжи и постепенному угасанию деревни.

### Республика Беларусь
27 июля 1990 года в составе независимой БССР в связи с принятием Декларация о государственном суверенитете, а 19 сентября 1991 года — в составе Республики Беларусь.
16 июля 2003 года колхоз «Шлях Ленина» переименован в Сельскохозяйственный производственный кооператив «Загайный».
30 марта 2006 года Первомайский сельский совет, центром которого являлась деревня Первомайск, с ещё 12 населёнными пунктами, был упразднён и включён в состав Краснослободского поселкового совета.
5 ноября 2007 года СПК «Загайный» реорганизован путем присоединения к Открытому акционерному обществу «Солигорский райагросервис». В деревне функционирует молочно-товарная ферма «Загайный» сельскохозяйственного филиала ОАО «Солигорский райагросервис».
30 октября 2009 года Краснослободский Поселковый совет преобразован в Сельский совет.
С 1 сентября 2012 года ликвидировано государственное учреждение образования «Первомайская базовая школа Солигорского района».
С 1 сентября 2023 года ликвидировано государственное учреждение образования «Первомайский ясли-сад Солигорского района».

## Население
- 3 двора (1480 год)[3][5][6]
- 70 дворов (1665 год)[7][8]
- 225 муж. 94 двора (1750 год)[91]
- 600 жителей (309 муж., 291 жен.), 95 дворов (Ревизские сказки 1795 года)[92]
- 470 жителей (230 муж., 240 жен.) (1795 год)[9]
- 606 жителей (316 муж., 290 жен.), 95 дворов (1799 год)[93]
- 498 жителей, 88 хозяйств (1800 год)[9]
- 500 жителей (308 муж., 192 жен.), 88 дворов (1802 год)[94]
- 444 жителя (242 муж., 202 жен.) 92 двора (1803)[95]
- 456 жителей (246 муж., 210 жен.), 90 дворов и 10 домов безземельных (1810 год)[96]
- 247 мужчин, 96 дворов (1811 год)[97]
- 503 жителя (260 муж., 243 жен.), 85 дворов и 18 безземельных (1811 год)[25]
- 476 жителей, 89 хозяйств (1813 год)[26]
- 350 жителей (167 муж., 179 жен.), 95 дворов (1816 год)[98]
- 469 жителей (233 муж., 226 жен.), 86 дворов (1818 год)[99]
- 502 жителя (261 муж., 241 жен.) 117 семей (1834 год)[100]
- 501 житель, 76 дворов (1844 год)[9]
- 472 жителя (220 муж., 252 жен.) 82 двора (1850 год)[101]
- 459 жителей (212 муж, 247 жен.) 74 двора (1857 год)[102]
- 489 прихожан[103], 212 мужчин[9], 70 дворов[33] (1870 год)
- 512 жителей, 62 двора (1886 год)[104]
- 930 жителей, 128 дворов (1897 год)[9]
- 953 жителя (479 муж., 474 жен., 914 православные) (1897 год)[13]
- 1064 жителя, 165 дворов (1909 год)[105]
- 1064 жителя, 208 дворов (1917 год)[9]
- 1296 жителей (653 муж., 643 жен.) (1920 год)[106]
- 1291 житель (654 муж., 637 жен.) 100 % белорусы, 208 дворов (1924 год)[107]
- 1292 жителя, 236 хозяйств (1925 год)[47]
- 1290 жителей, 241 двор (1926 год)[9][108]
- 1443 жителя с учётом хуторов и поселков образованных из переселенных жителей деревни в 1925—1927 гг. (1939 год)[109]
- 730 жителей, 182 двора (на 1 января 1941 года)[9]
- 832 жителя (1959 год)[110]
- 770 жителей (1970 год)[111]
- 660 жителей (1979 год)[112]
- 620 жителей (1989 год)[113]
- 610 жителей (1999 год)[114]
- 579 жителей, 265 дворов (2000 год)[115]
- 547 жителей, 242 хозяйства (2004 год)[9]
- 438 жителей (2009 год)[116]
- 468 жителей, 196 хозяйств (2013 год)[9]
- 314 жителей (2019 год)[117]
- 373 жителя, 172 хозяйства (2020 год)[118]

## Инфраструктура
- 10 улиц (30 Лет Победы, Дружная, Интернациональная, Комсомольская, Лесная, Октябрьская, Полевая, Пролетарская, Советская, Школьная).
- Дом культуры и библиотека.
- Магазин Копыльского РайПО.

## Транспортная сеть
Из деревни имеется несколько выездов:
— по грунтовой дороге выезд на автодорогу Н-9637 Радково — Гулевичи (0,5 км);
— по асфальтовой дороге Н-9602 в посёлок городского типа Красная слобода (4 км), пересекает автодорогу Н-9637 (2 км);
— по асфальтовой дороге Н-9602 через деревню Садовичи (3 км);
— по грунтовой дороге через деревню Дубровка (1 км);
— по асфальтовой дороге через деревню Белое болото (5 км);
— асфальтовая дорога к Первомайскому кладбищу (0,5 км).
По деревне проложена асфальтовая дорога, общей протяжённостью 7 км.

## Памятники
- Памятник землякам (исторический). В сквере у Дома культуры, в честь памяти 120 жителей деревень колхоза «Шлях Ленина», погибших в Великую Отечественную войну на фронтах и в партизанской борьбе против немецко-фашистских захватчиков, в 1975 году насыпан курган и поставлен обелиск, стела и две плиты с именами погибших[119].
- Воинское захоронение № 596 (исторический). На Первомайском кладбище находится могила партизана Шамыны Иосифа Николаевича (1921 — 8.07.1943)[119][120].
- Ветряная деревянная мельница (архитектурный). Памятник народного деревянного зодчества 2-й половины XIX века. Разрушена в 1996 году[119].

## Известные личности
- Комяк Анатолий Иванович[121] (20.11.1932) — советский и белорусский учёный, физик-оптик. Доктор физико-математических наук (1974), профессор (1976). Заслуженный деятель науки Республики Беларусь (1996)[122].
- Комяк Николай Иванович (10.10.1928 — 28.05.2000) — советский и российский учёный. Доктор технических наук (1975), профессор (1980), член корреспонденции РАН (2000)[123].
- Чадович Анастасия Кузьминична (02.08.1912 — 11.04.1999) — Герой Социалистического Труда (1966)[124]. Депутат Верховного Совета Белорусской ССР 6-го созыва (1963—1967). Лауреат ВДНХ 1966 г.[125]. Похоронена на Первомайском кладбище[126].
- Чадович Николай Трофимович (29.10.1948 — 21.01.2011) — белорусский советский писатель-фантаст, родился в поселке Красная Слобода, жил и работал в г. Минске. Отец Чадович Трофим Иванович (1923 г.р.) родом из д. Живоглодовичи.